# Cladophascum gymnomitrioides
Cladophascum gymnomitrioides är en bladmossart som beskrevs av Hugh Neville Dixon 1926. Cladophascum gymnomitrioides ingår i släktet Cladophascum och familjen Dicranaceae. Inga underarter finns listade i Catalogue of Life.